# Todd Terry
Todd Terry (18 de abril de 1967, Brooklyn, Nueva York) es un pinchadiscos, productor y remezclador de música electrónica especializado en el estilo House.
Debido a la gran influencia que ha ejercido como pionero del House y a su maestría técnica musical, Todd Terry es apodado por sus seguidores más acérrimos como el Dios, Dios Terry, Todd Godrry, Todd el Dios del House Terry, entre otros.

## Carrera
Las producciones de Terry pueden describirse como una variada colección de samples mezclando los sonidos de la música disco clásica, el sonido más introspectivo del pionero Chicago house de principios de la década de los 80, y aderezado con un estilo propio muy personal en el que se aglutinan abundantes samples pirateados de la música Hip-Hop.
Pese a que sus inicios en el mundo de la música estuvieron ligados al Hip-Hop y a la Freestyle, por entonces escenarios culturales underground, muy pronto se vería atraído por el magnetismo del género House. La mayor parte de la temprana producción de Todd Terry de finales de los 80 es considerada un hito que influiría necesariamente en el posterior desarrollo del House progresivo y del moderno Deep House.
Todd Terry ha sido el responsable de la salida a la venta de dos de las remezclas más respetadas de la era House: I'll House You, de Jungle Brothers, y Missing, de Everything But The Girl, a mediados de los 90.
El tema Alright, Alright fue un sencillo destacado en la compilación de Chicago House "Jackmaster" publicada en 1987. Los temas Something Goin' On y Keep on Jumpin' fueron número uno en las listas de venta del Reino Unido y EE. UU. con las voces de las divas Jocelyn Brown y Martha Wash. La diva del género Freestyle Shannon fue la vocalista del memorable It's Over Love lanzado en 1997.
En 1999, Todd Terry saca a la venta el LP de estilo Drum and Bass denominado Resolutions, todo un éxito vanguardista pero que, no obstante, recibió algunas críticas por parte de algunos seguidores pertenecientes al sector más conservador del primigenio estilo House cultivado por Todd.
Terry también ha utilizado varios alias como Swan Lake, Orange Lemon, Royal House, Black Riot, CLS, Masters at Work (aunque este apodo lo cedió a Kenny "Dope" González y a "Little" Louie Vega en 1990), Dredd Stock, House of Gypsies, Limelife, Hard House, Tyme Forse y Gypsymen (bajo este alias se anotó un número uno en el Billboard Hot Dance Club Play en 1992 con Hear the Music).
Todd Terry se convirtió en uno de los pinchadiscos mejor pagados en Europa y en los Estados Unidos de América. Normalmente lleva a cabo sus actuaciones sobre cuatro platos giradiscos, pinchando habitualmente sus propios temas.
En octubre de 2004, el afamado tema Weekend, que lanzó al mercado primero en 1989 y más tarde en 1995 bajo el alias de The Todd Terry Project, apareció en el popular videojuego Grand Theft Auto: San Andreas, sonando en la estación de radio SF-UR de música House.

## Algunas de sus remezclas
- Anita Doth - Universe
- Annie Lennox -Little Bird
- Bizarre Inc. - I'm Gonna Get You
- Björk - Hyperballad
- The Cardigans - Love Fool
- Duran Duran - Electric Barbarella
- Everything But The Girl - Drivin
- Everything But The Girl - Missing
- Everything But The Girl - Wrong
- Garbage - Stupid Girl
- Kylie Minogue - Breathe
- Michael Jackson - Stranger in Moscow
- Martha Wash - Runaround
- Meredith Brooks - Bitch
- Playgroup featuring kc Flightt - Front 2 Back
- The Rolling Stones - Saint of Me
- Snap! - Rhythm Is a Dancer
- They Might Be Giants - S-E-X-X-Y
- Ultra Naté - Joy
- Yazoo - Don't Go
- Yes - Owner of a Lonely Heart
- 10,000 Maniacs - More than this
- Natalia Lesz - Arabesque